# Museum Lothar Fischer
Das Museum Lothar Fischer ist ein Museum in Neumarkt in der Oberpfalz, das sich vor allem mit dem Werk des Künstlers Lothar Fischer befasst. Der Künstler und das Pilsacher Architekturbüro Berschneider + Berschneider standen für die Planung des Museums in engem Austausch. 2005 wurde es mit dem BDA Regionalpreis Niederbayern / Oberpfalz für qualitätsvolle Architektur ausgezeichnet.

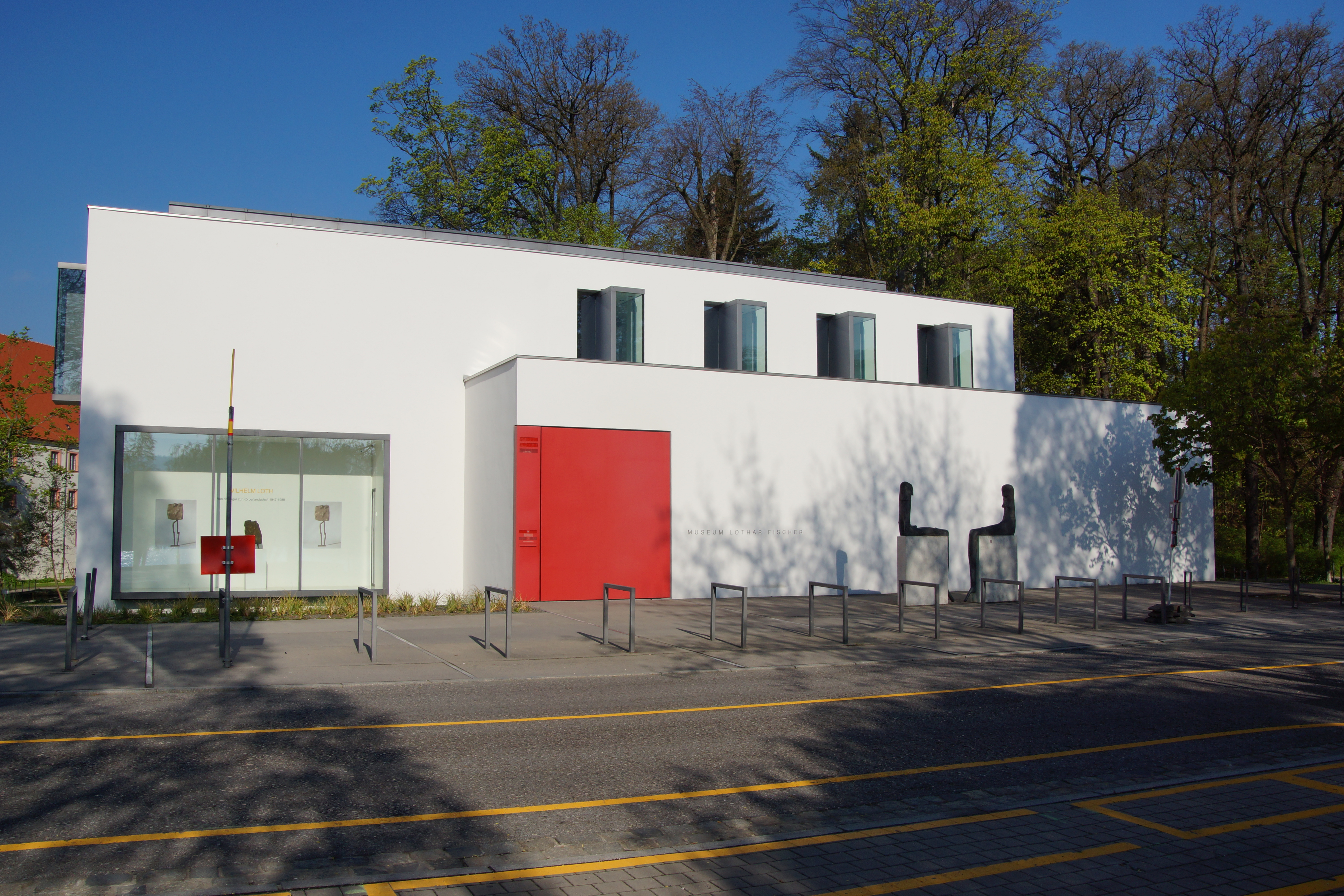
Ansicht von der Straßenseite

## Ausstellung

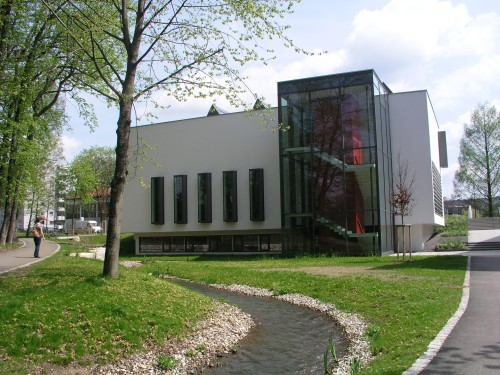
Ansicht vom Stadtpark

Auf zwei Etagen werden auf einer Fläche von 500 Quadratmetern etwa 60 Skulpturen und Plastiken des Künstlers ausgestellt. Daneben befasst sich das Museum in wechselnden Ausstellungen auch mit der Künstlergruppe SPUR, in der Lothar Fischer Mitglied war. Das Museum zeigt jährlich drei Wechselausstellungen, die das nähere Umfeld Fischers, eine aktuelle zeitgenössische Bildhauerposition sowie einen Beitrag zur klassischen Moderne zum Inhalt haben. Im Rahmen dieser Sonderausstellungen konnte das Museum unter anderem schon folgende Künstler zeigen: Hans Hofmann, Francisco de Goya, Käthe Kollwitz, Max Beckmann, Wilhelm Loth, Wilhelm Lehmbruck, Asger Jorn, Eduardo Chillida, Fritz Wotruba, Henry Moore, Jean Dubuffet, Alberto Giacometti.
Um das Museum herum befinden sich mehrere Skulpturen von Lothar Fischer und Künstlerkollegen. Diese Werke sollen Teil des gerade in der Umgestaltung befindlichen Stadtparks werden.

## Geschichte des Museums

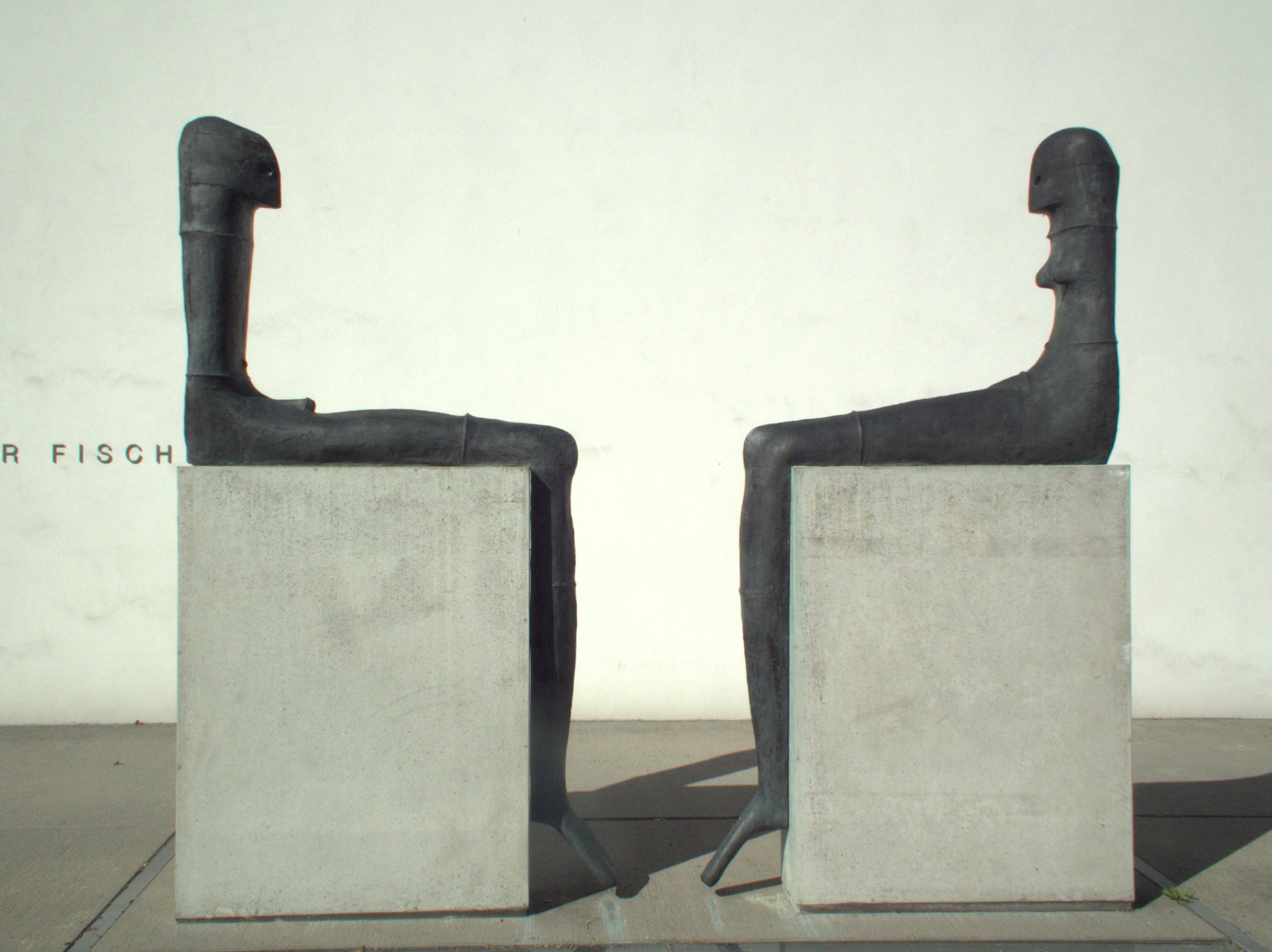
Skulpturen

Ende der 1990er Jahre gründete Lothar Fischer zusammen mit seiner Frau die Lothar & Christel Fischer Stiftung mit dem Ziel, seiner Arbeit ein eigenes Museum zu widmen. Da Fischer einen Großteil seiner Kindheit und Jugend in Neumarkt verbracht hatte, aber auch aufgrund eines Vorschlages der Neumarkter Lyrikerin Margret Hölle bevorzugte er die Stadt als Standort. Als auch im Stadtrat der Beschluss gefasst wurde, ein solches Museum zu errichten, vermachte Fischer seine komplette Sammlung mit über 300 Werken, aber auch Briefen und Dokumenten der Stadt Neumarkt.
Anfang 2002 wurde der Neumarkter Architekt Johannes Berschneider mit dem Bau eines solchen Museums im Stadtpark hinter dem Schloss beauftragt, der darauf im gemeinsamen Dialog mit Fischer das gesamte Gebäude gestaltete. Der Baubeginn erfolgte im Juni 2003, am 19. Juni 2004 konnte das Museum eröffnet werden. Fischer selbst starb vier Tage vorher am 15. Juni 2004 in Baierbrunn.

## Lothar-Fischer-Preis

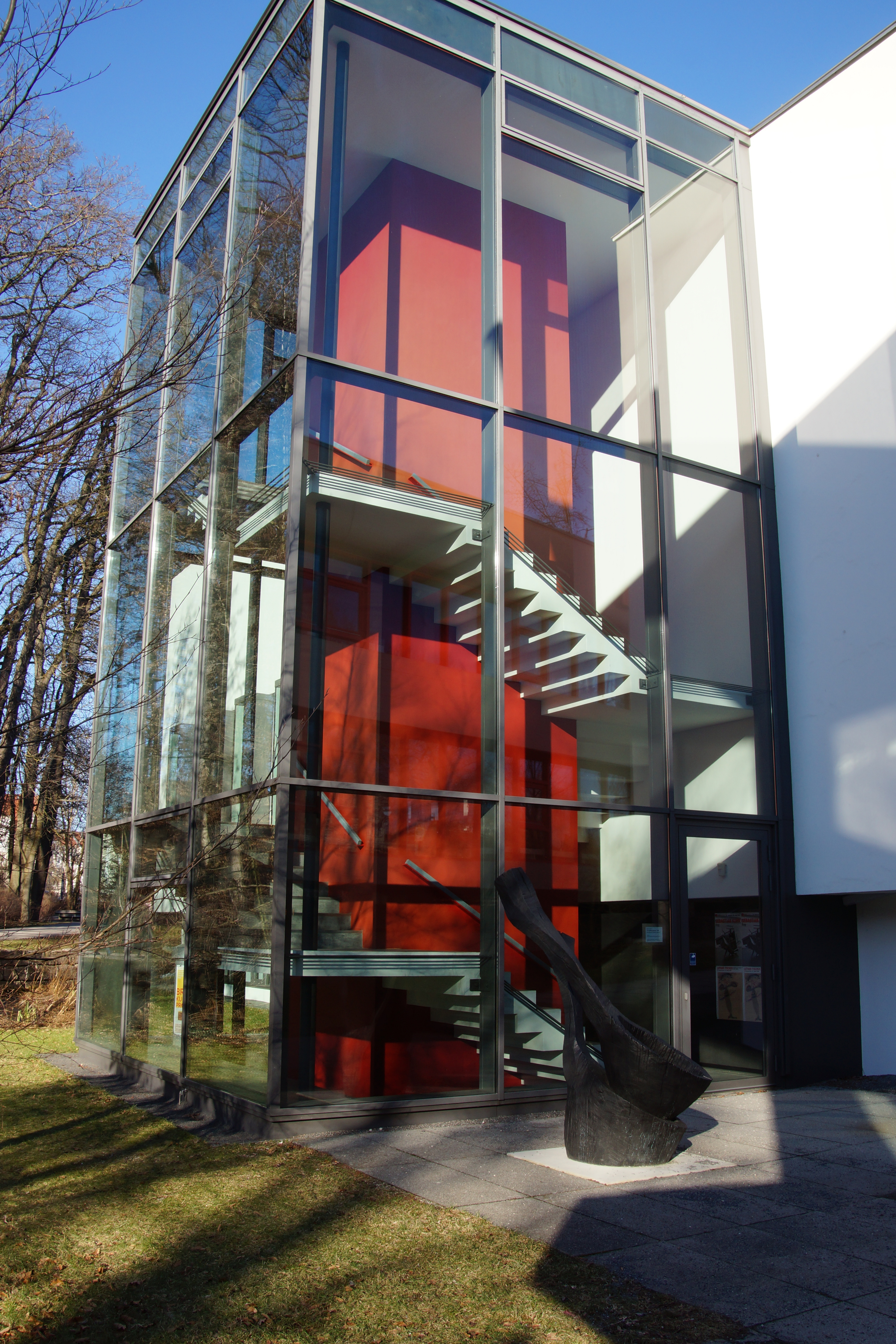
Treppenhausturm

Seit 2005 verleiht die Lothar & Christel Fischer Stiftung in Zusammenarbeit mit der Stadt Neumarkt alle zwei Jahre den Lothar-Fischer-Preis. Dieser ist als Förderpreis für Künstler (mit Schwerpunkt Bildhauerei) gedacht, denen auch eine eigene Ausstellung im Folgejahr angeboten wird. Das Preisgeld beträgt 5.000,- €. Die Leitung der Jury hat die Münchner Kunsthistorikerin Selima Niggl die auch Mitglied des Stiftungsvorstandes ist.

### Bisherige Preisträger
- 2005: Klaus Hack
- 2007: Rolf Wicker
- 2009: Brigitte Schwacke
- 2011: Martin Wöhrl
- 2013: Felix Schramm
- 2015: Stefan Rohrer
- 2017: Leunora Salihu
- 2019: Benjamin Houlihan
- 2021: Verena Issel[2]
- 2023: Claudia Mann[2]